# Sebastian Hertner
Sebastian Hertner (Leonberg, 1991. május 2. –) német labdarúgóhátvéd.